# コブ郡 (ジョージア州)
コブ郡（英: Cobb County）は、アメリカ合衆国ジョージア州の北西部に位置する郡である。人口は76万6149人（2020年）。アトランタに隣接している。郡庁所在地はマリエッタであり、同郡で人口最大の都市である。郡名は、19世紀初期にジョージア州選出アメリカ合衆国下院議員と同上院議員を務めたトマス・ウィリス・コブに因んで名付けられた。郡庁所在地のマリエッタはコブの妻に因む命名と考えられている。
コブ郡は周辺の郡と共に1832年12月3日にジョージア州議会によって設立された。その領域はチャタフーチー川の北西にあるチェロキー族インディアンの広大な領土だったものであり、連邦政府のインディアン移住法が成立したことで、ジョージア州がチェロキー族から押収し、抽選で開拓者に配分した。
コブ郡はアトランタ都市圏（正確にはアトランタ・サンディスプリングス・マリエッタ大都市統計地域）に属している。アトランタ市境の北西に直接接しており、州間高速道路285号線、同75号線、同20号線および同575号線で繋がっている。20世紀最後の30年間では国内でも成長速度の高い郡だった。過去50年間で未開発の田園部が大都市郊外地域に変身した。
エッジシティであるカンバーランド・ディストリクトは、2,400万平方フィート (2,200,000 m2) を越えるオフィススペースがある。
アメリカ合衆国国勢調査局に拠れば、ジョージア州では最高、国内でも12位の教育が進んだ郡である。国内で収入の高い100郡の中にも入っている。

## 歴史

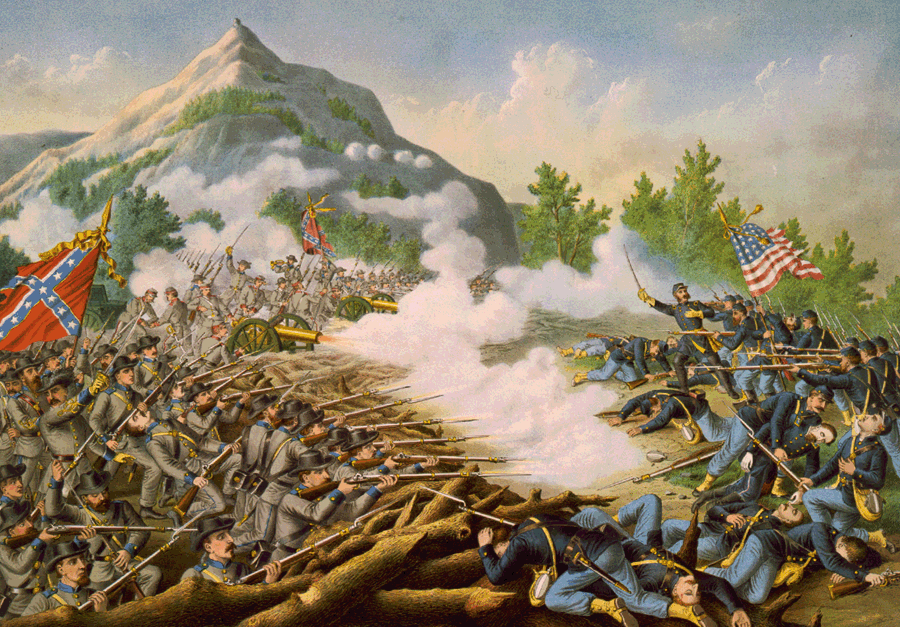
ケネソー山の戦い

コブ郡は、涙の道が行われた後の1831年、チェロキー族の領土に作られた9郡の1つである。州内81番目の郡であり、郡名はアメリカ合衆国上院議員、州議会議員、上級裁判所判事を務めたトマス・ウィリス・コブに因んで名付けられた。郡庁所在地のマリエッタもコブの妻メアリーに因む命名と考えられている。
南北戦争前の時代、マリエッタはサバンナ市やチャールストン市から黄熱病を逃れる人々が集まるの夏のリゾート地だった。南北戦争中、1864年6月27日に郡内で起きたケネソー山の戦いは、北軍のウィリアム・シャーマン将軍によるアトランタ方面作戦で唯一南軍が勝利した戦いだった。それでも最終的に北軍は南軍を追い出していった。
それ以前の5月25日にはニューホープ教会の戦い、5月27日にはピケットミルの戦い、5月28日にはダラスの戦いがあった。10月28日のアラトゥーナ峠の戦いは、シャーマンが海への進軍を始めたときに起きた。北軍は家屋の大半を焼き払い、穀物は押収するか焼いた。
地域の綿花栽培は1890年代から1920年代が最盛期だった。世界恐慌のときに綿花の価格が下がり、郡全体で綿花離れが起きた。
1915年、アトランタ鉛筆工場のユダヤ人監督官レオ・フランクが、その労働者の一人で13歳のメアリー・フェイガンを殺害した容疑で告訴され、その監獄の部屋から連れ去られて、マリエッタの東3キロメートルのフライズジンに連れて行かれた。そこでフランクはリンチに遭った。この事件は一般に法の誤りと受け取られている。

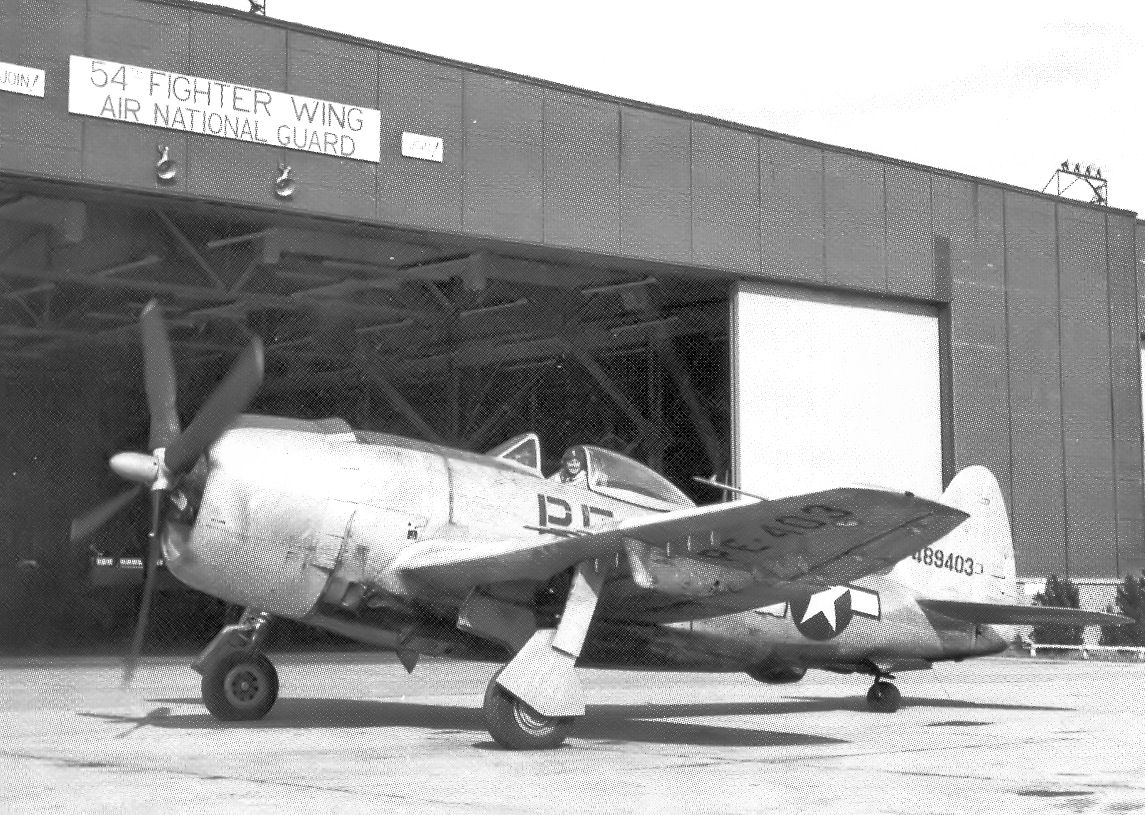
F-47サンダーボルト、第128戦闘機大隊、マリエッタ陸軍飛行場（1946年）

1942年、ベル・エアクラフトがB-29爆撃機を製造するためにマリエッタ工場を開設し、ドビンス陸軍飛行場が設立された。どちらも第二次世界大戦後に閉鎖されたが、朝鮮戦争の時に再開され、飛行場は空軍のものになってドビンス空軍基地と改名され、工場はロッキードとなった。朝鮮戦争からベトナム戦争の間、ロッキード・マリエッタはC-130ハーキュリーズやC-5ギャラクシーなど軍用輸送機の主要製造工場だった。コブ郡など冷戦期にカリフォルニア州オレンジ郡からバージニア州ノーフォーク、ハンプトンローズまでの広がった郊外部では、連邦政府の防衛予算と地元経済の繁栄とが直接結びつき、国家安全保障の問題に関する超党派タカ派保守の政治文化と物質的利益の構造ができた。
1960年代初期にジョージア州憲法の修正によって、州全体に自治のための法ができたとき、アーネスト・W・バーレットが新しい郡政委員会の初代議長になった。1888年に建設された郡庁舎は解体された。
1960年代と1970年代、人種統合によってアフリカ系アメリカ人が多数派となったアトランタ市からホワイト・フライトが加速され、コブ郡は田園地帯から郊外地に変わった。不動産ブームがホワイトカラーの第一世代である田園部白人の南部人やラストベルトの移住者を呼んだ。コブ郡は元人種差別主義者でジョージア州知事（在任1966年-1971年）を務めたレスター・マドックスの故郷である。1975年、コブ郡有権者は、人種統合バスに反対して出馬したジョン・バーチ協会の指導者ラリー・マクドナルドをアメリカ合衆国下院議員に選出した。保守派民主党員のマクドナルドは、ロックフェラーとソビエト連邦が「社会主義による一つの世界政府」を画策し、ウェスタン・ゴールズ財団を共同設立したという嫌疑に調査を要求した。1983年、大韓航空機007便がソ連の制限空域を通過したとして、ソ連戦闘機に撃墜されたとき、マクドナルドがこれに搭乗していて死んだ。

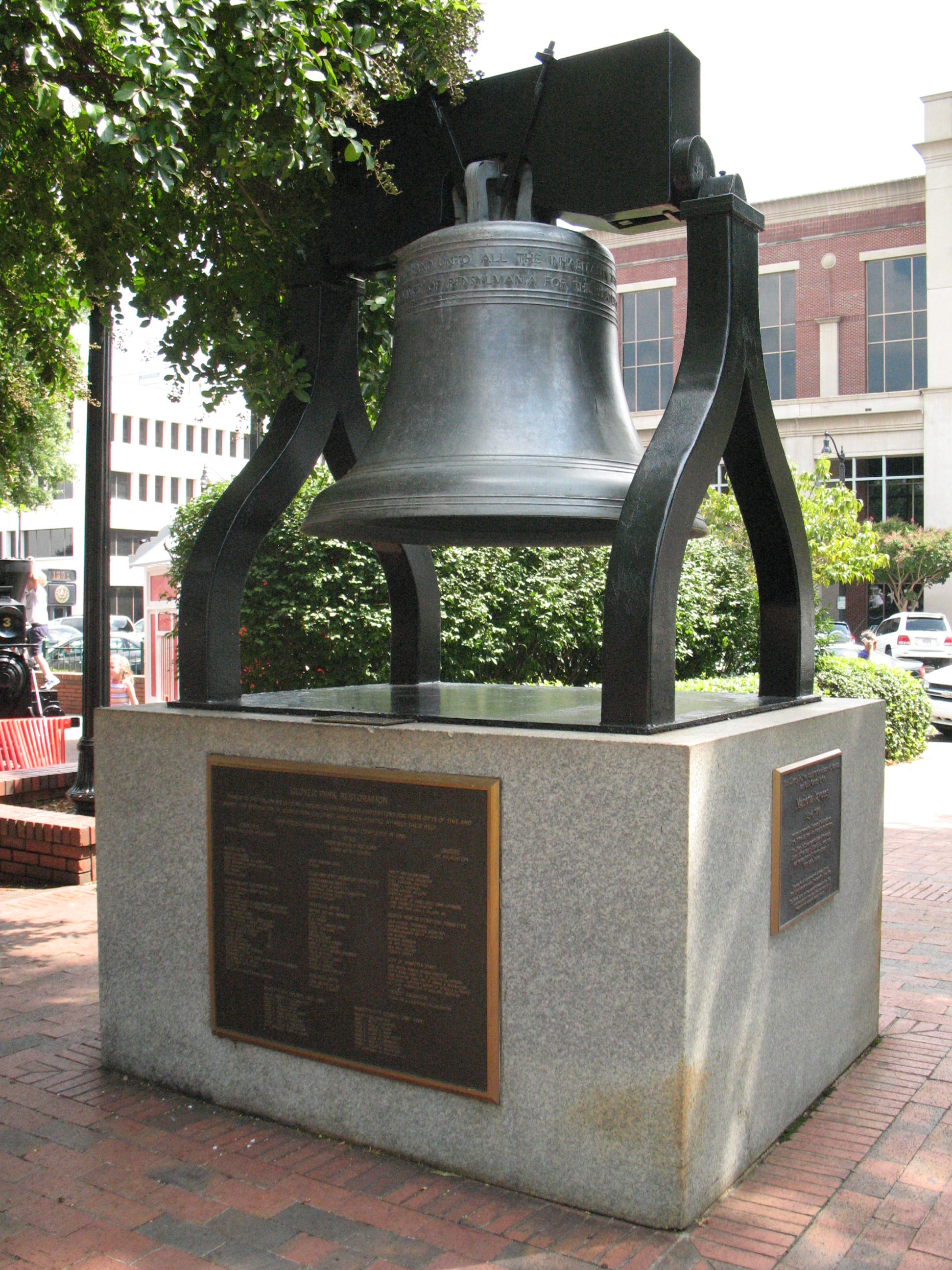
グロバーパーク・ベル（マリエッタの広場）

1990年、共和党員のニュート・ギングリッチがコブ郡を中心とする新しい選挙区からアメリカ合衆国下院議員に当選した。1994年、共和党がほぼ50年ぶりに下院を制し、ギングリッチが下院議長になって、コブ郡は全国の注目を浴びた。1993年、郡政委員会はホモセクシャルを糾弾する決議を通し、コミュニティシアターに関する苦情が出ると、芸術に関わる予算を削減した。ゲイの権利に関する組織から抗議の声が上がった後、1996年のアトランタオリンピック組織がコブ郡から行事を引き上げた。
1990年代と2000年代、コブ郡の人口構成が変化した。アトランタの中産階級化によってホワイトフライトの時代を逆行させ、中産階級のアフリカ系アメリカ人、ロシア系、ボスニア系、中国系、インド系、ブラジル系、メキシコ系、中央アメリカ系の移民がコブ郡南部や西部の旧郊外部に移住した。2010年、アフリカ系アメリカ人民主党員デイビッド・スコットがこれら郊外部の多くを含むジョージア州第13選挙区からアメリカ合衆国下院議員に当選した。地方警察官が移民法を強制できる移民国籍法セクション287(g)に参加したことでは、コブ郡が州内初の郡になった。

## 地理
アメリカ合衆国国勢調査局に拠れば、郡域全面積は344.51平方マイル (892.3 km2)であり、このうち陸地340.15平方マイル (881.0 km2)、水域は4.36平方マイル (11.3 km2)で水域率は1.27%である。

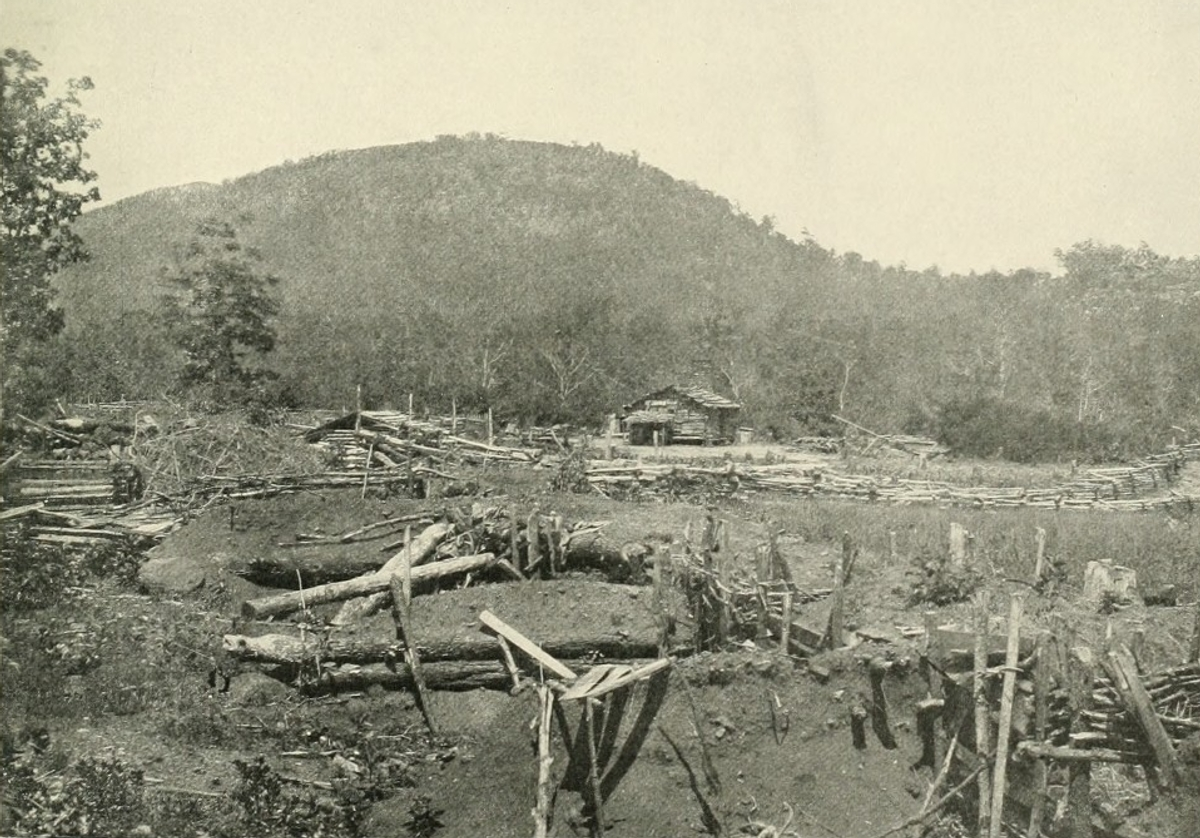
1864年ケネソーマウテンの北軍塹壕跡

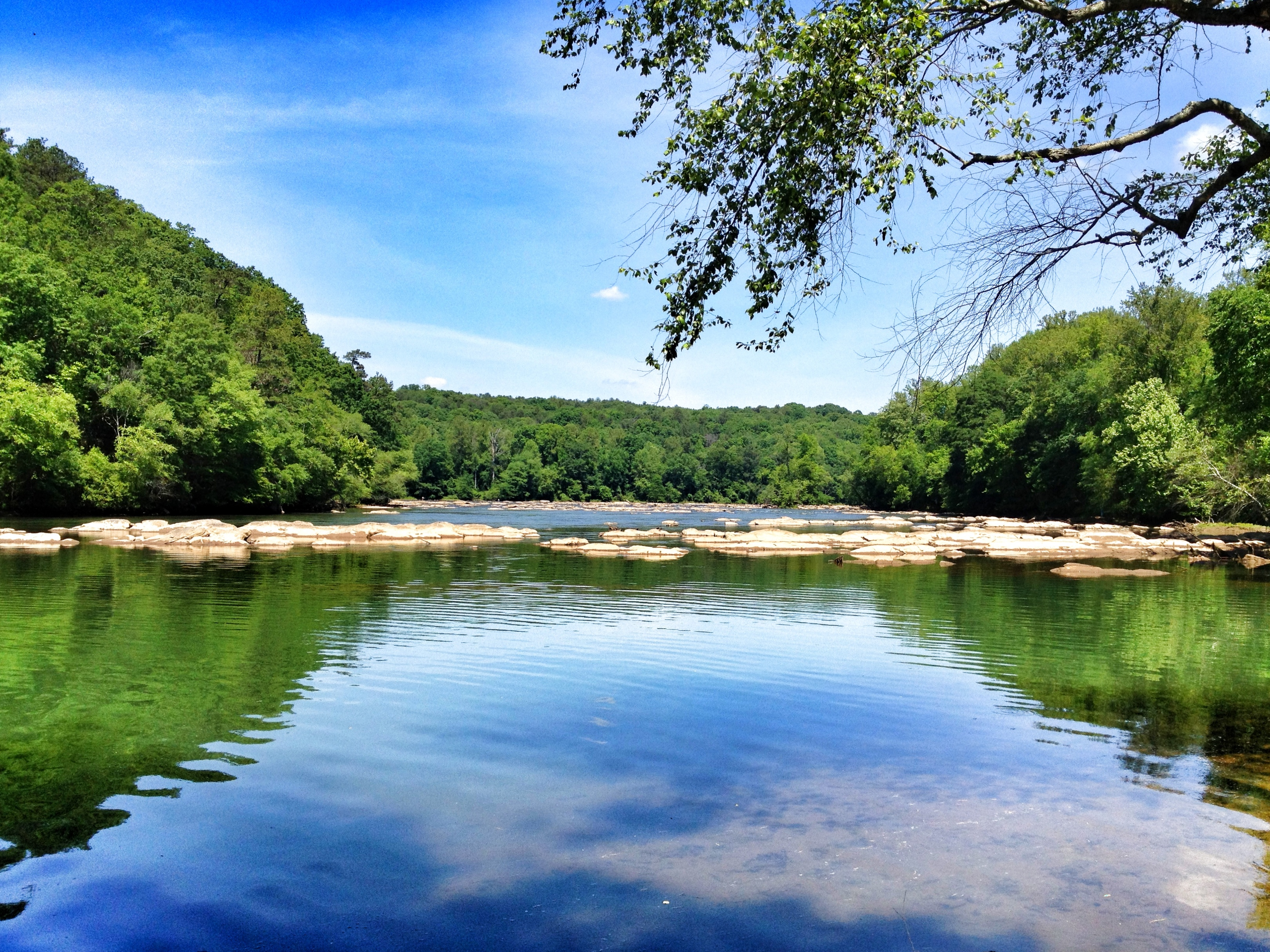
チャタフーチー川国立レクリエーション地域

コブ郡は2つの大きな流域に分けられている。溢流水の大半は、ウィレオ・クリーク、ソープ・クリーク（スウェル・クリーク）、ロットンウッド・クリーク（パワーズ・クリーク）などを介して、南側郡境にそったチャタフーチー川に流れる。大きなスウィートウォーター・クリークがもう一つの水流であり、ノージーズ・クリーク（ウォード・クリーク、オリー・クリーク、マッド・クリーク）、ニッカジャック・クリーク、パウダースプリングス・クリーク（テイクストロウ・クリーック、ミル・クリーク）などを集めてチャタフーチー川に流れ込んでいる。西部のロストマウンテン、北中部のケネソーマウテン、最北東部のスウィートマウンテンに繋がる尾根が郡北北東部を、アラトゥーナ湖を含むエトワ川盆地に分けている。ヌーンデイ・クリーク（リトルヌーンデイ・クリーク）が北向きにこの湖に流れ、アラトゥーナ・クリークがこの湖の主流になっている。プロクター・クリークがさらに古いアクワース湖を作り、それがアクワース湖ドライブ橋（ジョージア州道92号線）の下でアラトゥーナ湖に直接注いでいる。
郡内には標高の高い所が幾つかある
- スウィートマウンテン、最北東部、チェロキー郡との郡境、アトランタ大都市圏のアンテナが立っている
- ブラックジャックマウンテン、コブ郡中部と東部の間の低い尾根
- ケネソーマウテン、郡内とアトランタ大都市圏郊外部の最高点、ケネソーとマリエッタの間北北西にある
- リトルケネソーマウテン、ケネソーの枝分かれ
- ロストマウンテン、郡西部
- パインマウンテン、ケネソーマウテンの西北西、ケネソーとデューウェストの間
- ブラッシーマウンテン、ケネソーマウテン近く、バーレットのコブ・パークウェイの南東
- ビニングスマウンテンまたはマウントウィルキンソン、ビニングスの町を見下ろしている

### 交通

#### 主要高規格道路

##### 州間高速道路
- 州間高速道路20号線
- 州間高速道路75号線
- 州間高速道路285号線
- 州間高速道路575号線

##### アメリカ国道
- アメリカ国道41号線
- アメリカ国道78号線
- アメリカ国道278号線

##### ジョージア州道
- ジョージア州道3号線
- ジョージア州道5号線
- ジョージア州道5号線接続路
- ジョージア州道6号線
- ジョージア州道6号線産業道路
- ジョージア州道8号線
- ジョージア州道92号線
- ジョージア州道120号線
- ジョージア州道120号線環状路
- ジョージア州道139号線
- ジョージア州道280号線
- ジョージア州道360号線
- ジョージア州道401号線
- ジョージア州道402号線
- ジョージア州道407号線
- ジョージア州道417号線

#### 空港
- コブ郡空港、マッカラムフィールド
- ドビンス空軍予備役基地、アメリカ合衆国大統領がアトランタを訪問するときに利用する

#### 鉄道
- ノーフォーク・サザン鉄道、メイブルトン、オーステル操車場、パウダースプリングスを通る
- CSXトランスポーテーション、アクワース、ケネソー、マリエッタ、スマーナ、ビニングスを通る
- ジョージア・ノースイースタン鉄道、マリエッタからの北向き支線
- コム・コミュニティ交通

### 隣接する郡
- チェロキー郡 - 北
- フルトン郡 - 東、南東
- ダグラス郡（旧キャンベル郡） - 南西
- ポールディング郡 - 西
- バートウ郡（旧カス郡） - 北西

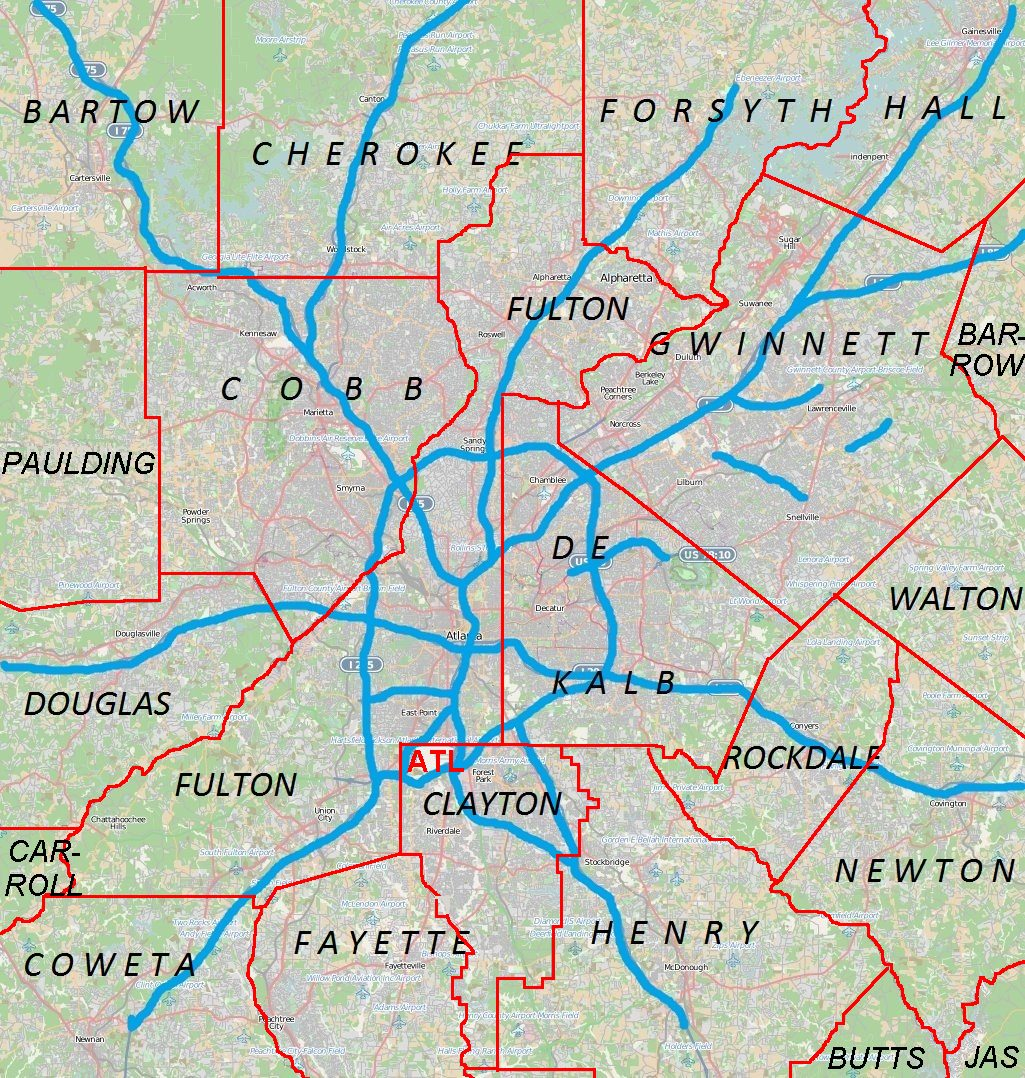
アトランタ都市圏

  - 旧ミルトン郡（1932年まで） - 北東（コブ郡の一部が1857年にミルトン郡創設時に渡された）

### 住所
郡内には町のブロックを分ける格子体系が無いが、全ての通りはマリエッタのタウンスクエア南西隅を起点として番号付けが行われている。

### 地理コードと世界最大の無料電話地域
コブ郡は当初地域コードが404だったが、1995年に770に変わり、1998年には678に変わった。1995年より前、電話はウッドストック電話交換所（局番924、926、928、後に516と591）に繋がれ、カントン交換所479、後に445、さらに704）にも地元では繋がっていた。このことがアトランタ大都市圏にある他の複数交換所の領域と共に議論となり、カントンを含め準郊外部の電話交換が既に世界最大の無料電話地域の一部になった。その地域は7,162平方マイル (18,549 km2) に及び、4つの市外局番と他に2つの地域での地方接続に広がっている。
コブ郡のFIPSコードは13067である。アメリカ国立気象局が小区分に分けていないので、NOAA天候ラジオからの警報を受ける特定地域伝達コードは013067である。郡は気象ラジオ局KEC80、162.550MHzの放送範囲に範囲に入っており、アトランタ大都市圏全てとNWSFOピーチツリーシティに伝送される。2つ目の局はブキャナンからの新しいWWH23、162.425MHzであり、これもコブ郡に警報を発しているが、主に郡西部に入っている。

## 人口動態
以下は2010年国勢調査による人口統計データである。
| 基礎データ - 人口: 688,078人 - 世帯数: 248,303 世帯 - 家族数: 169,178 家族 - 人口密度: 763人/km2（1,998人/mi2） - 住居数: 261,659軒 - 住居密度: 301軒/km2（770軒/mi2） 人種別人口構成（2006年データ） - 白人: 56.0% - アフリカン・アメリカン: 29.6% - ネイティブ・アメリカン: 0.5% - アジア人: 4.1% - 太平洋諸島系: 0.0% - その他の人種: 8.8% - 混血: 1.4% - ヒスパニック・ラテン系: 11.0% 年齢別人口構成 - 18歳未満: 26.1% - 18-24歳: 9.0% - 25-44歳: 36.5% - 45-64歳: 21.5% - 65歳以上: 6.9% - 年齢の中央値: 33歳 - 性比（女性100人あたり男性の人口） - 総人口: 98.5 - 18歳以上: 95.9 | 世帯と家族（対世帯数） - 18歳未満の子供がいる: 35.8% - 結婚・同居している夫婦: 54.3% - 未婚・離婚・死別女性が世帯主: 10.7% - 非家族世帯: 31.2% - 単身世帯: 23.2% - 65歳以上の老人1人暮らし: 4.1% - 平均構成人数 - 世帯: 2.71人 - 家族: 3.25人 収入と家計（2007年データ） - 収入の中央値 - 世帯: 70,472米ドル - 人口1人あたり収入: 32,740米ドル - 貧困線以下 - 対人口: 9.4% - 対家族数: 6.0% - 18歳未満: 9.1% - 65歳以上: 7.8% |

## 政府と選挙
ジョージア州の自治の規定により、郡政府は手法や連邦政府法あるいは憲法に抵触しない限り、郡内の事情について自由に法を定めることができる。
コブ郡は5人の委員による郡政委員会が統治しており、立法権と行政権を持っている。委員会の議長は郡全体の選挙で選ばれている。他の4人の委員は小選挙区から選ばれている。委員会は郡マネジャーを雇用し、マネジャーが郡行政部門の日々の管理を行っている。
郡住民は保安官、地区検事、検認裁判所判事、上級裁判所事務官、州裁判所事務官、州裁判所法務官、治安裁判所主席判事（主席判事が他の判事を指名）、上級裁判所判事、州裁判所判事、税務官、測量官、教育委員会の委員7人を選挙で選ぶ。州憲法に定める郡警察署長である郡保安官に加え、コブ郡は郡政委員会の権限下の警察署がある。保安官は郡監獄を監督し、市や他の郡内で起こったことでもまたどの警察署が関わったことでも、州法の下に逮捕された者すべてを収監する。
各市はそれぞれ警察署を持っており、統治機構の要請に応える。マリエッタ、スマーナ、オーステル各市はそれぞれ消防署を持っている。コブ郡消防署がケネソー、アクワース、パウダースプリングス各市と未編入領域に管轄権を持っている。コブの緊急呼び出しは未編入領域とマリエッタ、パウダースプリングス各市をカバーしている。ケネソー、アクワース両市は合同で小さな緊急呼び出しセンターを運営している。ケネソー市役所の上階にあり、両市の警察署とコブ郡の消防署に伝送している。オーステルとスマーナ両市は独自の緊急呼び出し制度を運営している。
郡はその大半に飲料水を販売している。また幾つかの都市に卸している。

### 税
州全体の消費税4%に加え、コブ郡は特殊目的のために2%を加算しており、その1%ずつは数年ごとに郡全体の住民投票に掛けられる。この資金は主に交通と公園に向けられる。コブ郡は資産税に1%を課しているが、公立学校のためであり、一般予算の家産差し押さえ免除の1%加算ではない。アトランタ・マルタに加わるための1%加算は、住民投票で否決されてきた。
2006年初め、コブ郡は税率を6%に上げた州内最後の郡になり、食料に対して2倍の2%になった。2005年9月の住民投票では、特殊目的税が114票差、全体の0.25%未満の差で承認された。この歳入は、新しい郡庁舎、郡監獄の拡張、様々な交通計画、および公園や緑地のための土地購入に振り向けられる。2008年、教育税が3期目の更新を受け、マリエッタ市とコブ郡教育学区の資金とされた。

## 都市と町

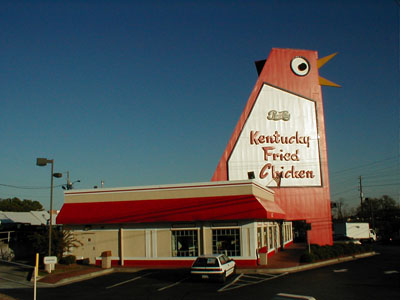
コブ郡の目印であり、引き合いに出されることの多い「ビッグチキン」

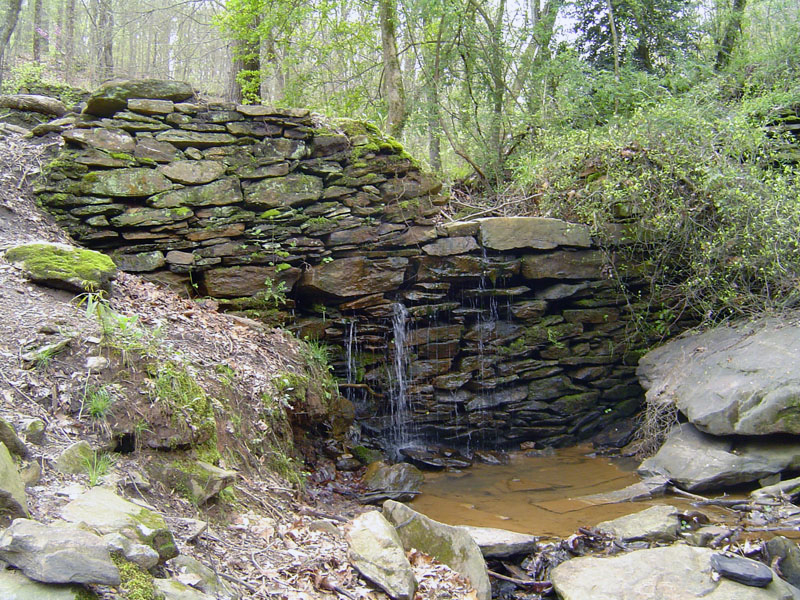
ソープ・クリークの廃墟

### 都市
- マリエッタ - 郡庁所在地
- スマーナ
- メイブルトン
- ケネソー
- アクワース
- パウダースプリングス
- オーステル

### 国勢調査指定地域
- ビニングス
- フェアオークス

### 未編入の町
- カンバーランド
- イーストコブ
- タウンセンター[17]

### 元郡域に入っていた都市
- ロズウェル、1932年にフルトン郡に譲渡

## 経済
コブ郡教育学区が15,000人以上を雇用し、郡内最大の雇用主である。
民間企業には次のものがある。
- ザ・ホーム・デポ・アトランタ店舗支援センター世界本社[19]
- ウェザーチャンネル本社[20]
- インタウン・スイーツ本社[21]
- ロッキード・マーティン航空機工場、郡内未編入領域のドビンス空軍予備役基地に隣接[22]
- クール・スマイルズ、マリエッタ市[23]

## 諸外国の外交施設
コスタリカ・アトランタ総領事館が郡内未編入領域にある。

## 教育

### 高等教育機関
- チャタフーチー工科カレッジ
- ケネソー州立大学
- ライフ大学
- サザン・ポリテクニック州立大学

### 公共教育学区
- コブ郡教育学区がマリエッタ市以外の郡域を管轄している
- マリエッタ市教育学区がマリエッタ市の公共教育を管轄している

### 私立学校
郡内の私立学校は、フェイス・ルーテラン教会・学校など16校がある。

### 図書館
コブ郡はコブ郡公共図書館システムを運営している。書籍、ビデオ、インターネットアクセス、印刷、コンピュータ教室などを提供し、17の支所がある。スマーナにも公共図書館がある。

## レクリエーション
- アメリカン・アドベンチャーズ、マリエッタ
- チャタフーチー川国立レクリエーション地域[26]

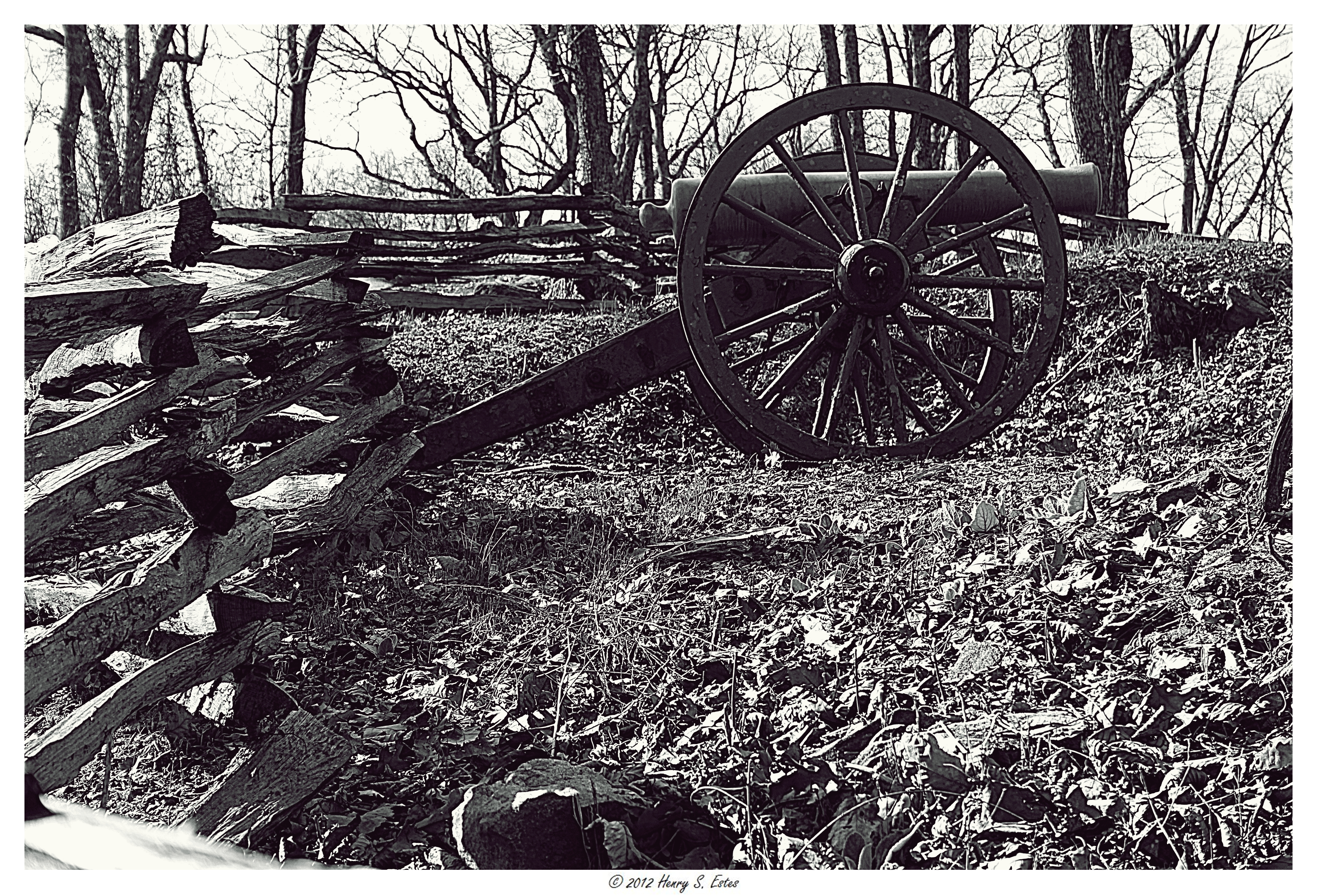
ケネソー山国立戦場跡公園

- ケネソー山国立戦場跡公園、ケネソーからマリエッタ[27]
- アクワース湖/アクワース湖浜[28]
- アラトゥーナ湖、アクワース近く[29]
- メイブル・ハウス、ベイブルトン[30]
- マリエッタ南軍墓地[31]
- マリエッタ歴史博物館[32]
- マリエッタ・コブ美術館[33]
- マリエッタ国立墓地[34]
- シルバー・コメット・トレイル、スマーナ、メイブルトン、パウダースプリングス[35]
- シックスフラッグス・オーバー・ジョージア
- シックスフラッグス・ホワイトウォーター、マリエッタ
- 南部南北戦争博物館と蒸気機関車歴史博物館、ケネソー[36]
- サンバレー・ビーチ、パウダースプリングス近く

### 公演会場

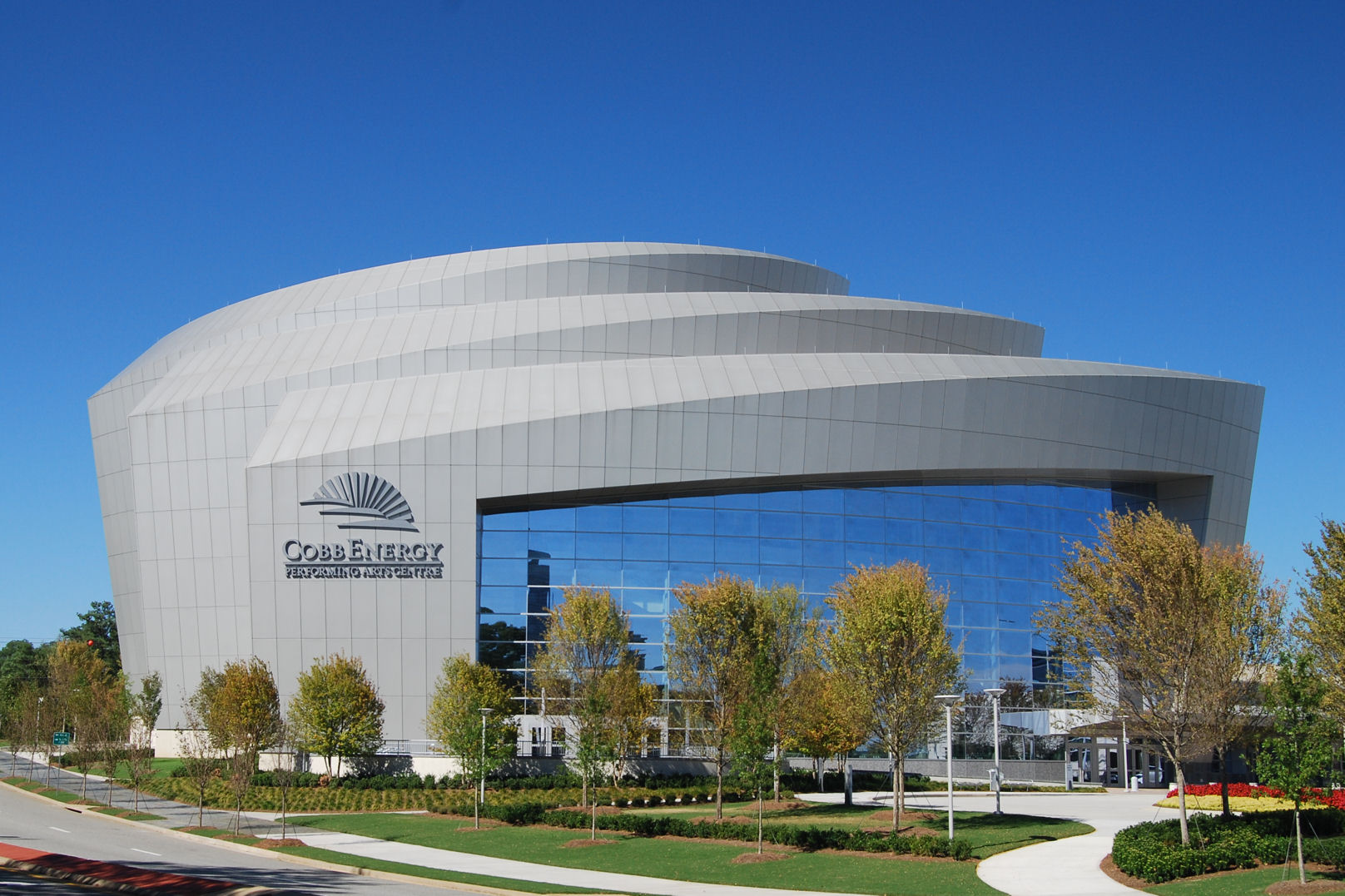
コブ・エナジー芸能センター

- コブ郡市民センター[37]
- コブ・エナジー芸能センター[38]
- メイブル・ハウス円形劇場[30]

## 姉妹郡
- 大韓民国、城東区 (ソウル特別市)[39]